# Juegos Bolivarianos de la Juventud de 2024
Los I Juegos Bolivarianos de la Juventud se realizaron del 4 al 14 de abril de 2024 en Sucre, Bolivia. El evento se ha pospuesto numerosas veces debido en primera medida a la pandemia de COVID-19, luego a que se propone que su realización sea parte de las celebraciones por el Bicentenario de Bolivia.
Es un evento deportivo multidisciplinario en el que participan atletas juveniles de las naciones que hacen parte de la ODEBO y algunas delegaciones invitadas.
Lima fue inicialmente designada como sede, pero el Comité Olímpico Peruano declinó de ser sede. La sede a Sucre fue elegida el 10 de noviembre de 2017. El evento recibirá a 4.500 personas de 11 países.

## Países participantes
Los I Juegos Bolivarianos de la Juventud cuentan con la participación de más de 1000 deportistas provenientes de siete países y el Team Odebo.
| - Bolivia - Chile - Colombia - Ecuador | - Panamá - Perú - Team Odebo - Venezuela |

## Deportes
Durante las justas se disputarán 27 disciplinas en 24 deportes.
- Atletismo (detalles)
- Bádminton (detalles)
- Baloncesto 3x3 (detalles)
- Balonmano (detalles)
- Béisbol 5 (detalles)
- Boxeo (detalles)
- Ciclismo (detalles)
  -  Ciclismo BMX
  -  Ciclismo de montaña
  -  Ciclismo en ruta
- Natación (detalles)
- Esgrima (detalles)
- Fútbol sala (detalles)
- Gimnasia artística (detalles)
- Halterofilia (detalles)
- Judo (detalles)
- Karate (detalles)
- Lucha (detalles)
- Pelota vasca  (detalles)
- Raquetbol  (detalles)
- Squash (detalles)
- Taekwondo (detalles)
- Tenis (detalles)
- Tenis de mesa (detalles)
- Tiro con arco (detalles)
- Triatlón (detalles)
- Voleibol (detalles)
- Voleibol de playa (detalles)

## Medallero
País anfitrión 
| Núm.  | País            | Oro | Plata | Bronce | Total |
| ----- | --------------- | --- | ----- | ------ | ----- |
| 1     | Colombia (COL)  | 73  | 51    | 55     | 179   |
| 2     | Venezuela (VEN) | 63  | 48    | 46     | 157   |
| 3     | Chile (CHI)     | 30  | 40    | 47     | 117   |
| 4     | Ecuador (ECU)   | 25  | 32    | 32     | 89    |
| 5     | Perú (PER)      | 20  | 26    | 54     | 100   |
| 6     | Bolivia (BOL)   | 9   | 19    | 39     | 67    |
| 7     | Panamá (PAN)    | 7   | 7     | 11     | 25    |
| 8     | Team ODEBO      | 0   | 1     | 0      | 1     |
| TOTAL | TOTAL           | 227 | 224   | 284    | 735   |